# レベッカ・ロメロ
レベッカ・ロメロ（Rebecca Romero、1980年1月24日- ）は、イギリス・グレーター・ロンドン（大ロンドン）のトゥイッケナム出身。元ボート（ローイング）選手で、現在は自転車競技（トラックレース）選手。

## 経歴
2004年
- アテネオリンピックでは、ボート女子・舵手なしクォドルプルで銀メダルを獲得。

2005年
- 岐阜県海津市の長良川国際レガッタコースで開催された、2005年FISA世界ボート選手権大会の舵手なしクォドルプルで優勝を果たした。

2006年
- 世界ボート選手権の優勝を契機に、もう遣り残したことはないとして、ボート選手としては引退し、2008年の北京オリンピックでは、自転車競技のトラックレースで出場したい旨を表明。
- イギリス国内選手権ではロードレースの個人タイムトライアルで優勝。
- 12月、モスクワで開催されたトラックワールドカップに、トラックレースの国際大会としては初めて個人追い抜きに出場し、2位に入った。

2007年
- パルマ・デ・マヨルカで開催された世界自転車選手権では、個人追い抜きに出場して、アメリカのサラ・ハマーに次いで2位。

2008年
- トラックワールドカップ第4戦の同種目で優勝。
- 自国マンチェスターで開催された同年の世界自転車選手権の個人追い抜きにおいて、ハマーを破って優勝。同種目の北京オリンピック出場権を獲得した。また、この大会から正式種目となった団体追い抜きでも優勝を果たした。
- 北京オリンピックの個人追い抜きでは、予選では、同胞のウェンディ・フーヴナゲルに次ぐ僅差の2位のタイムだったが、決勝ではフーヴナゲルに2秒近い差をつけて金メダルを獲得した。

2009年初頭、大英帝国勲章（MBE）を受けることになった。